# Telica
Telica ist ein 1061 m hoher aktiver Vulkan in Nicaragua.

## Lage und Umgebung
Der Telica liegt 15 Kilometer östlich von León. Im Südosten befinden sich der Vulkan El Liston und das Geothermalgebiet Hervideros de San Jacinto.
Der Vulkankomplex besteht aus mehreren ineinander verwachsenen Kegeln, die größtenteils in Nordwest-Südost-Richtung angeordnet sind. Im steilen Hauptkegel befindet sich ein Doppelkrater mit 700 Metern Durchmesser und etwa 120 Metern Tiefe.

## Vulkanismus
Der Telica gilt als einer der aktivsten Vulkane Nicaraguas. Seit der Zeit der spanischen Eroberung sind zahlreiche Ausbrüche überliefert. Berichte von einem Ausbruch des Santa-Clara-Kraters im Südwesten des Vulkankomplexes aus dem 16. Jahrhundert beziehen sich aus heutiger Sicht ebenfalls in Wirklichkeit eher auf den Telica.
Im Mai 2011 brach der Vulkan erstmals seit 1948 wieder aus. Die Eruption ging mit einem Erdbeben und einer 1,2 Kilometer hohen Aschewolke einher, etwa 60 Dörfer in der Umgebung mussten evakuiert werden.